# Paul Ramadier
Paul Ramadier (n. 17 de março de 1888 - f. 14 de outubro de 1961 ) foi um político francês. Ocupou o cargo de primeiro-ministro da França, entre 22 de Janeiro de 1947 a 24 de Novembro de 1947.

## Biografia
Filho de um psiquiatra, torna-se advogado, depois doutorado em direito romano, e interessa-se pela defesa das cooperativas. Foi militante socialista desde 1904 e deputado socialista por Aveyron de 1928 a 1940, de 1945 a 1951 e de 1956 à 1958.
Favorável à participação dos socialistas no poder, deixa a SFIO para se juntar à União Socialista Republicana. Fez parte do governo de Léon Blum em 1936 como sub-secretário de estado (minas, electricidade e combustíveis líquidos) e posteriormente do governo de Camille Chautemps como sub-secretário de estado das obras públicas. Foi ministro do trabalho de Janeiro a Agosto de 1938 no gabinete de Édouard Daladier. Demite-se quando este põe em causa a semana de trabalho de 40 horas.
Recusou veementemente a outorga de plenos poderes a Philippe Pétain em Julho de 1940 e participa na Resistência Francesa. A sua acção em favor dos judeus foi reconhecida e o seu nome está na lista dos Justos entre as nações no Yad Vashem. Volta a juntar-se à SFIO durante a ocupação de França.
Em 1947 foi presidente do conselho de ministros durante alguns meses.

## Governos

### Primeiro Ministério (22 de janeiro - 22 de outubro de 1947)
- Paul Ramadier – Presidente do Conselho
- Maurice Thorez – Vice-presidente do Conselho
- Georges Bidault - Ministro das Relações Exteriores
- Paul Coste-Floret - Ministro da Guerra
- Louis Jacquinot - Ministro da Marinha
- André Maroselli – Ministro da Aeronáutica
- Édouard Depreux - Ministro do Interior
- Robert Schuman - Ministro das Finanças
- André Philip – Ministro da Economia Nacional
- Robert Lacoste - Ministro da Produção Industrial
- Ambroise Croizat - Ministro do Trabalho e Previdência Social
- André Marie – Ministro da Justiça
- Marcel Edmond Naegelen - Ministro da Educação Nacional
- François Mitterrand - Ministro dos Veteranos e Vítimas de Guerra
- François Tanguy-Prigent – Ministro da Agricultura
- Pierre Bourdan - Ministro da Juventude, Artes e Letras
- Marius Moutet - Ministro do Ultramar da França
- Jules Moch - Ministro das Obras Públicas e Transportes
- Georges Marrane – Ministro da Saúde Pública e População
- Charles Tillon - Ministro da Reconstrução e Urbanismo.
- Jean Letourneau - Ministro do Comércio
- Félix Gouin – Ministro do Planejamento
- Marcel Roclore – Ministro de Estado
- Yvon Delbos – Ministro de Estado

Mudanças:
- 4 de maio de 1947 - Pierre-Henri Teitgen sucede a Thorez como vice-presidente do Conselho. Os outros ministros comunistas (Croizat, Marranne e Tillon) também renunciam.
- 9 de maio de 1947 - Daniel Mayer sucede Croizat como Ministro do Trabalho e Previdência Social. Robert Prigent sucede Marranne como Ministro da Saúde Pública e População. Jean Letourneau sucede Tillon como Ministro da Reconstrução e Urbanismo. Eugène Thomas entra no Gabinete como Ministro dos Correios.
- 11 de agosto de 1947 - Robert Lacoste sucede Letourneau como Ministro do Comércio, tornando-se, assim, Ministro do Comércio e Indústria.

### Segundo Ministério (22 de outubro a 24 de novembro de 1947)
- Paul Ramadier – Presidente do Conselho
- Georges Bidault - Ministro das Relações Exteriores
- Pierre-Henri Teitgen - Ministro da Defesa Nacional
- Édouard Depreux - Ministro do Interior
- Robert Schuman - Ministro das Finanças
- Jules Moch – Ministro da Economia, Planeamento, Obras Públicas, Transportes, Reconstrução e Urbanismo
- Robert Lacoste - Ministro da Indústria
- André Marie – Ministro da Justiça
- Marcel Edmond Naegelen - Ministro da Educação Nacional
- Daniel Mayer - Ministro de Assuntos Sociais, Veteranos e Vítimas de Guerra
- Marcel Roclore – Ministro da Agricultura
- Paul Coste-Floret - Ministro da França Ultramarina
- Yvon Delbos – Ministro de Estado